# Škofija Lodi
Škofija Lodi (latinsko Dioecesis Laudensis), je ena izmed škofij Rimskokatoliške cerkve v Italiji, s sedežem v mestu Lodi. Cerkvenoupravno spada pod Metropolijo Milano.

## Zgodovina
Škofija je bila ustanovljena v 4. stoletju.

## Organizacija
Škofija obsega 894 km², ter jo sestavlja 123 župnij.
V župnijah Colturano, Balbiano in Riozzo pri bogoslužju uporabljajo ambrozijanski obred in ne rimskega, tako kot v preostalih župnijah škofije.
Sedež škofije je v mestu Lodi, v stolnici Santa Maria Assunta e San Bassiano, ponovno jo je 25. maja 1964 posvetil škof Tarcisio Vincenzo Benedetti, po prenovi, s katero je dobila prvotni romanski izgled.
Teritorialno je škofija razdeljena na 8 vikariatov: Lodi mesto, Lodi Vecchio, Casalpusterlengo, Codogno, Paullo, Sant'Angelo Lodigiano, San Martino in Strada ter Spino d'Adda.